# スリヴァー
『スリヴァー〜ザ・ベスト・オブ・ニルヴァーナ+3』 (Sliver~The Best of Nirvana+3) は2005年10月25日に日本で先行発売されたアメリカのロックバンド、ニルヴァーナのアルバム。尚、この名称は邦題であり、アメリカでのタイトルは『Sliver: The Best of the Box』。
前年発売されたボックス・セット『ウィズ・ザ・ライツ・アウト』からの楽曲のハイライトに「スパンク・スルー」「サッピー」「カム・アズ・ユー・アー」の3曲の未発表音源を加えたものである。

## 収録曲
1. スパンク・スルー (1985フィーカル・マター・デモ)/Spank Thru (1985 Fecal Matter Demo)
2. ハートブレイカー (ライヴ)/Heartbreaker (Live)
3. ミセス・バターワース (リハーサル・デモ)/Mrs. Butterworth (Rehearsal Demo)
4. フロイド・ザ・バーバー (ライヴ)/Floyd the Barber (Live)
5. クリーン・アップ・ビフォー・シー・カムス (ホーム・デモ)/Clean Up Before She Comes (Home Demo)
6. アバウト・ア・ガール (ホーム・デモ)/About a Girl (Home Demo)
7. ブランデスト (スタジオ・セッション)/Blandest (Studio Demo)
8. エイント・イット・ア・シェイム (スタジオ・デモ)/Ain't It a Shame (Studio Demo)
9. サッピー (1990スタジオ・デモ)/Sappy (1990 Studio Demo)
10. オピニオン (ソロ・アコースティック・レディオ・アピアランス)/Opinion (Solo Acoustic Radio Appearance)
11. リチウム (ソロ・アコースティック・レディオ・アピアランス)/Lithium (Solo Acoustic Radio Appearance)
12. スリヴァー (ホーム・デモ)/Sliver (Home Demo)
13. スメルズ・ライク・ティーン・スピリット (ブーム・ボックス・ヴァージョン)/Smells Like Teen Spirit (Boom Box Version)
14. カム・アズ・ユー・アー (ブーム・ボックス・ヴァージョン)/Come as You Are (Boom Box Version)
15. オールド・エイジ (ネヴァーマインド・アウトテイク)/Old Age (Nevermind Outtake)
16. オー・ザ・ギルト/Oh the Guilt
17. レイプ・ミー (ホーム・デモ)/Rape Me (Home Demo)
18. レイプ・ミー (バンド・デモ)/Rape Me (Band Demo)
19. ハート・シェイプト・ボックス (バンド・デモ)/Heart Shaped Box (Band Demo)
20. ド・レ・ミ (ホーム・デモ)/Do Re Mi (Home Demo)
21. ユー・ノウ・ユーアー・ライト (ホーム・デモ)/You Know You're Right (Home Demo)
22. オール・アポロジーズ (ホーム・デモ)/All Apologies (Home Demo)